# Josh Shaw
Josh Shaw (Palmdale, 27 marzo 1992) è un giocatore di football americano statunitense che milita nel ruolo di cornerback per i Birmingham Stallions della United States Football League (USFL).

## Biografia

### Cincinnati Bengals
Dopo avere giocato al college a Florida (2010-2011) e USC (2012-2014), Shaw fu selezionato nel corso del quarto giro (120º assoluto) dai Cincinnati Bengals nel Draft NFL 2015. Debuttò come professionista subentrando nella gara del secondo turno contro i San Diego Chargers in cui mise a segno un tackle. Nella settimana 14 contro i Pittsburgh Steelers disputò la prima gara come titolare, terminando con un massimo stagionale di 8 tackle. La sua prima annata si chiuse con 23 tackle in 15 presenze.

## Statistiche
| Partite totali      | 15  |
| Partite da titolare | 1   |
| Tackle totali       | 23  |
| Sack                | 0,0 |
| Intercetti          | 0   |
| Fumble forzati      | 0   |

Statistiche aggiornate alla stagione 2015